# Barberini-Diptychon

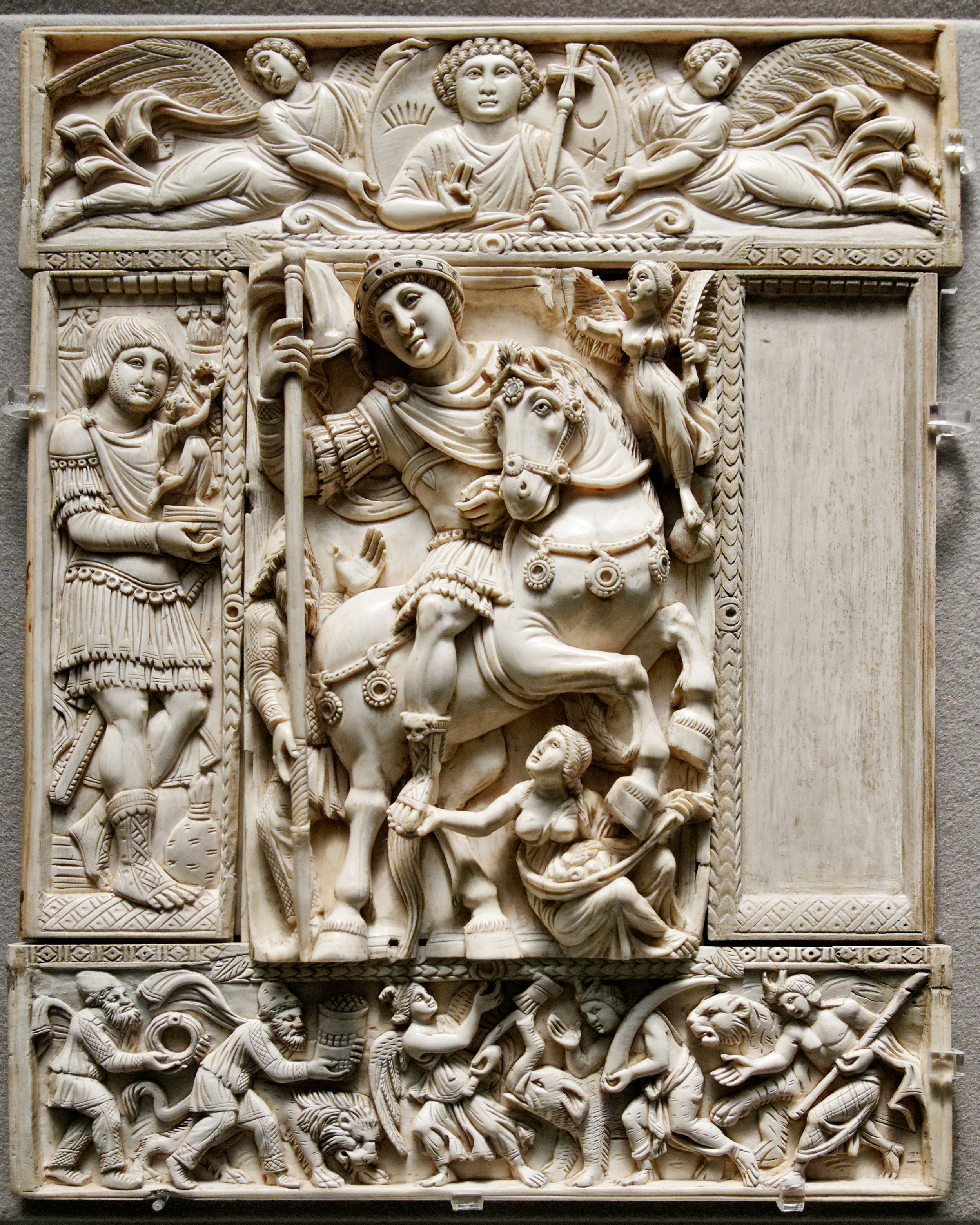
Barberini-Diptychon

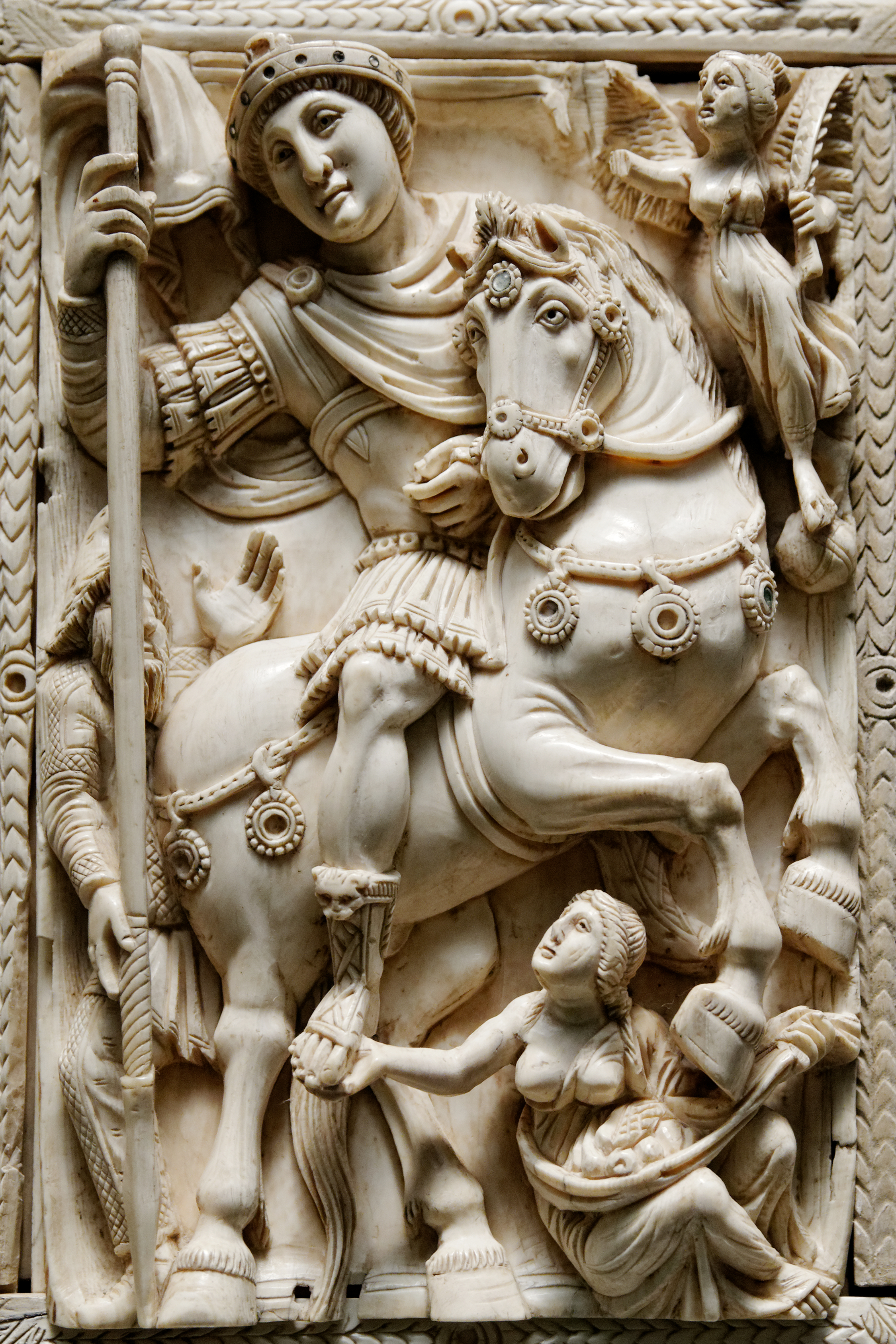
Der triumphierende Kaiser auf der Mittelplatte

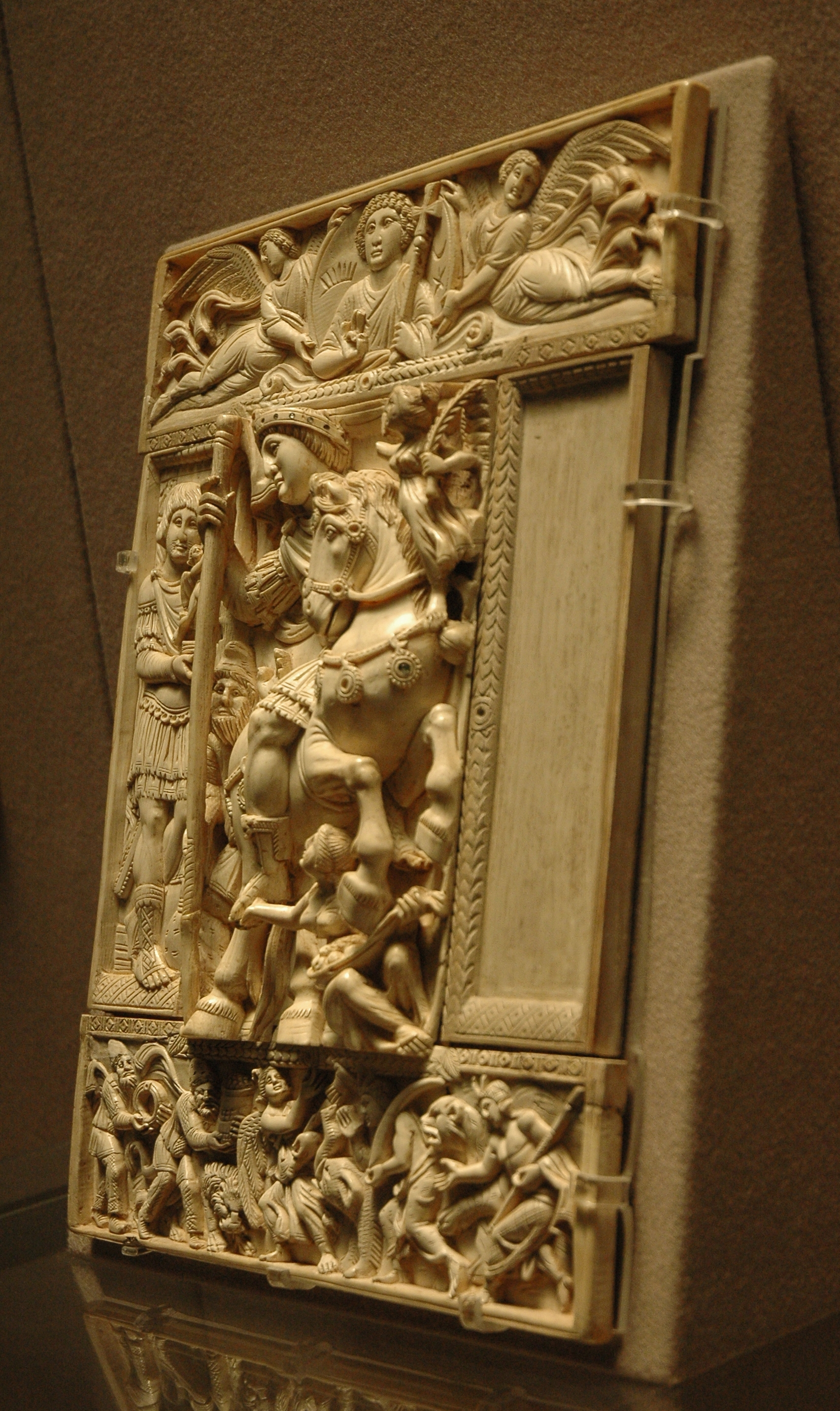
In der seitlichen Ansicht erkennt man besonders gut die unterschiedlichen Tiefen der Reliefs.

Das Barberini-Diptychon zählt zu den bedeutendsten Werken der spätantiken Elfenbeinschnitzerei. Es entstand in Ostrom und befindet sich heute im Louvre in Paris (Inventarnummer OA 9063).
Es handelt sich um eine aus fünf Platten zusammengesetzte Darstellung, von denen noch vier original erhalten sind. Die Darstellung folgt dem Typus des triumphator omnium gentium (dt.: Bezwinger aller Völker). Bei dem dargestellten Kaiser handelt es sich sehr wahrscheinlich um Justinian (527 bis 565), aber auch Anastasius (491 bis 518) wird nicht ausgeschlossen.
Auf der Rückseite befindet sich eine Liste austrasischer Könige, die von Brunichild in Auftrag gegeben wurde und liturgischen Zwecken diente. Sie entstand wahrscheinlich um 613 und zeigt, dass das Diptychon bereits früh ins Frankenreich gelangt war, wahrscheinlich als Geschenk, denn im 6. Jahrhundert bestanden recht enge Beziehungen zwischen Gallien und dem Oströmischen Reich.
1625 schenkte der Gelehrte Nicolas-Claude Fabri de Peiresc das Werk Kardinal Francesco Barberini, wodurch es nach Rom gelangte und Teil der bedeutenden Sammlung Barberini wurde. 1899 wurde es vom Louvre erworben.

## Beschreibung
Das Diptychon misst 34,2 × 26,8 cm, die Mittelplatte 19 × 12,5 cm bei einer Dicke von ca. 2,5 cm.
Ursprünglich war das Diptychon mit Edelsteinen verziert, die mit der Zeit größtenteils aus ihren Fassungen herausgefallen sind. Im Übrigen stellt Elefantenelfenbein einen der teuersten Rohstoffe überhaupt dar (durchaus vergleichbar mit Gold). Beides deutet darauf hin, dass das Werk vom Kaiser selbst in Auftrag gegeben und dann an eine bedeutende Persönlichkeit verschenkt wurde.
Auf der Mittelplatte ist ein Reiter in prächtiger römischer Rüstung und mit kaiserlichem Diadem dargestellt. Er reitet ohne Steigbügel. Bemerkenswert ist die Tiefe des Reliefs, Teile sind vollständig „à jour“ gearbeitet. Derlei vollplastische Durchbruchsarbeiten sind extrem selten bei Elfenbeindiptychen und ein Grund dafür, das Barberini-Diptychon zu den bedeutendsten Werken dieses Genres zu zählen. 
Die Frau unten hat Allegorie-Charakter. Sie entspricht Tellus/Gaia-Darstellungen, nur dass sie statt eines Füllhorns in einem Bausch ihres Gewandes Früchte/Gaben darbringt. Möglicherweise ist sie auch als Symbol einer befriedeten Provinz zu sehen. Die Viktoria-Darstellung steht auf einem kleinen Globus, auf dem eine x-förmige Gravierung angebracht ist. Sie wird teilweise als Christusmonogramm angesprochen. Bei den Ornamentbändern fällt auf, dass zwei verschiedene Typen verwandt wurden. 
Prinzipiell folgt die Darstellung ikonographisch alten paganen römischen Traditionen des triumphator omnium gentium („Sieger über alle Völker“), eine christliche Konnotation erhält das Diptychon erst durch die obere Platte, in der Christus als Kosmokrator dargestellt wird. Diese Komposition hat direkte pagane Vorläufer (anstelle der Christusfigur befand sich bei diesen eine Personifikation Konstantinopels). Die Haartracht (Buckellocken) Christi und der Engel sind ein wichtiger Anhaltspunkt für die Bestimmung der Entstehungszeit. 
Ungewöhnlich ist der nachträglich eingeritzte Bart des hochrangigen Offiziers auf der seitlichen Platte. Möglicherweise handelt es sich dabei um eine Zutat aus einer späteren Epoche. Der Sack unten rechts neben ihm ist vermutlich ein Goldsack, prinzipiell ein Attribut eines Konsuls, hier aber in Hinblick auf die Thematik des triumphator omnium gentium vielleicht eher als Beute zu sehen. 
Auf der unteren Platte sind dargestellt (von links nach rechts):
- zwei Gaben bringende Hosen tragende Perser bzw. Orientalen (darunter auch das aurum coronarium)
- ein Löwe
- eine Victoria mit Tropaion
- ein Elefant
- zwei Inder (Erkennungszeichen: die „Hörner“ auf der Stirn), von denen der erste einen Elefantenstoßzahn bringt
- ein Tiger

Der Stil ist spätantik-abstrakt, zeigt jedoch auch ein gewisses Maß an Realismus. Aufgrund seiner hohen Qualität ist es wahrscheinlich in einer kaiserlichen Werkstatt in Konstantinopel entstanden.

## Kunsthistorische Einordnung
Das Barberini-Diptychon steht in der Nachfolge der zweiteiligen Konsulardiyptychen. Mit dem Aufkommen des Codex und dem Bedeutungsrückgang der Wachstafel entstand der Typ der fünfteiligen Diptychen. Im Mittelalter wurden besondere Kodizes als Prachtcodex gestaltet, die aber nur noch in Ausnahmefällen aus Elfenbein gearbeitet wurden. Vermutlich wurden die Tafeln wie die meisten fünfteiligen Diptychen als Vorderdeckel eines Prachtcodex verwandt. Vor allem aus der karolingischen Renaissance finden sich jedoch antikisierende Diptychen, die teilweise selbst von Experten kaum von den spätantiken Vorbildern unterschieden werden können. Dennoch ist sich die Forschung im Falle des Barberini-Diptychons einig, dass es vor 613 entstand.

## Interpretation
Der abgebildete Kaiser ist vermutlich mit Justinian I. zu identifizieren. Innerhalb der in Frage kommenden Entstehungszeit (erste Hälfte des 6. Jahrhunderts) scheint die Darstellung als Völkerbezwinger am ehesten auf ihn hinzuweisen. Allerdings sind derartige Herrscherglorifizierungen mit Vorsicht aufzunehmen; sie folgen oft mehr der Konvention als der Realität.

Sowohl der Barbar im Hintergrund der Mittelplatte als auch die beiden auf der linken Seite der unteren Platte tragen persische Tracht; die Darstellung steht also vielleicht in Zusammenhang mit dem 532 zwischen Justinian und dem Perserreich geschlossenen sogenannten „ewigen Frieden“. Denkbar ist auch ein Bezug auf den römischen Sieg in der Schlacht bei Dara 530. Möglicherweise war ein literarisch bezeugtes Reiterstandbild Justinians aus dem Hippodrom Vorlage für die Mittelplatte. 

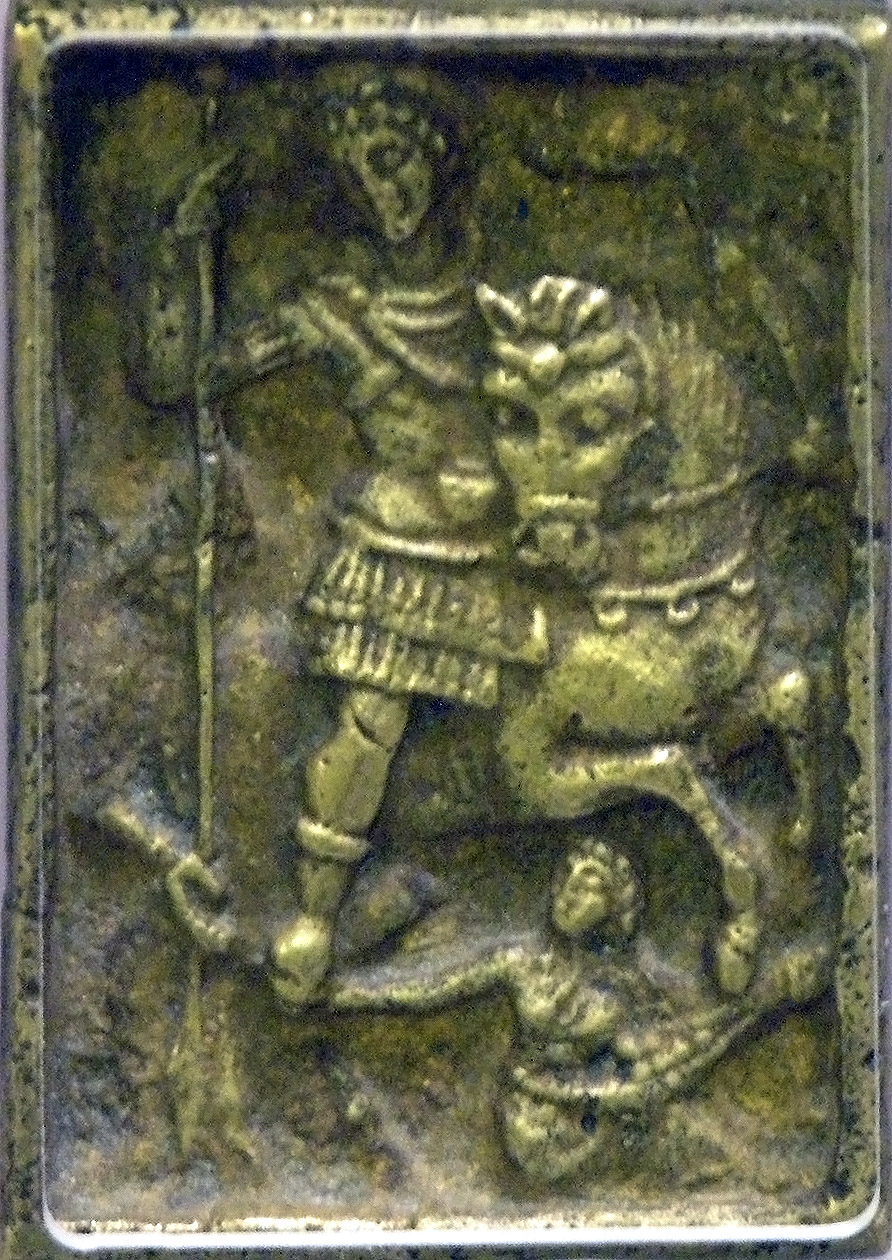
Bronzegewicht mit demselben Motiv wie auf der Mittelplatte des Barberini-Diptychons (Byzantinisches Museum, Athen)

Dasselbe Motiv findet sich auch auf einem Bronzegewicht im Byzantinischen Museum in Athen, wobei es sich jedoch möglicherweise um eine Fälschung nach dem Barberini-Diptychon handelt; in der Fachliteratur zum Diptychon wird das Stück nicht erwähnt. 